# Кейн-Бедс (Аризона)
Кейн-Бедс (англ. Cane Beds) — переписна місцевість (CDP) в США, в окрузі Могаве штату Аризона. Населення — 466 осіб (2020).

## Географія
Кейн-Бедс розташований за координатами 36°56′3″ пн. ш. 112°54′42″ зх. д. / 36.93417° пн. ш. 112.91167° зх. д. (36.934154, -112.911788).  За даними Бюро перепису населення США в 2010 році переписна місцевість мала площу 21,46 км², уся площа — суходіл.

## Демографія
Згідно з переписом 2010 року, у переписній місцевості мешкало 448 осіб у 142 домогосподарствах у складі 106 родин. Густота населення становила 21 особа/км².  Було 168 помешкань (8/км²).
Расовий склад населення:
| - 94,4 % — білих - 2,2 % — корінних американців - 0,7 % — чорних або афроамериканців - 0,2 % — азіатів - 1,1 % — осіб інших рас |

До двох чи більше рас належало 1,3 %. Частка іспаномовних становила 2,0 % від усіх жителів.
За віковим діапазоном населення розподілялося таким чином: 35,3 % — особи молодші 18 років, 49,5 % — особи у віці 18—64 років, 15,2 % — особи у віці 65 років та старші. Медіана віку мешканця становила 29,2 року. На 100 осіб жіночої статі у переписній місцевості припадало 106,5 чоловіків;  на 100 жінок у віці від 18 років та старших — 111,7 чоловіків також старших 18 років.
Середній дохід на одне домашнє господарство  становив 49 847 доларів США (медіана — 47 647), а середній дохід на одну сім'ю — 44 487 доларів (медіана — 44 926). За межею бідності перебувало 16,9 % осіб, у тому числі 15,5 % дітей у віці до 18 років та 0,0 % осіб у віці 65 років та старших.
Цивільне працевлаштоване населення становило 124 особи. Основні галузі зайнятості: транспорт — 24,2 %, будівництво — 23,4 %, мистецтво, розваги та відпочинок — 14,5 %, публічна адміністрація — 13,7 %.